# فهرست مدل‌های مد
فهرست مدل‌های مد (به انگلیسی: Fashion Model Directory) (اختصاری FMD به فارسی: اِف‌اِم‌دی) پایگاه داده برخط شامل اطلاعات مربوط به مدل های مد، آژانس‌های مدلینگ، برندهای مد، مجلات مد، طراحان مد، و سرمقاله‌های در مورد مد است. FMD به عنوان "IMDb صنعت مد" و یکی از بزرگ‌ترین پایگاه‌داده‌های مد برخط توصیف شده‌است. FMD که به عنوان یک پروژه آفلاین در سال ۱۹۹۸ توسط استوارت هاوارد آغاز شد، در سال ۲۰۰۰ به صورت زنده روی وب راه‌اندازی شد و دو سال بعد توسط گروه رسانه‌ای بریتانیایی فشن وان گروپ اداره شد.

## نگاه کلی
فهرست مدل‌های مد یکی از بزرگ‌ترین پایگاه‌داده‌های مدل‌های مد زن حرفه‌ای، آژانس های مدلینگ، برندهای مد، مجلات مد، طراحان مد، و سرمقاله‌های مد است. برای هر مدل، شامل اطلاعاتی در مورد ظاهر او در تبلیغات، جلد مجلات، سرمقاله‌ها، و نمایش‌های مد، و همچنین اطلاعاتی در مورد سرگرمی های او، وب سایت‌های رسمی و دیگر و سایر اطلاعات‌های مرتبط است. FMD همچنین یک گالری عکس گسترده برای هر مدل مد، از جمله اطلاعات حق تکثیر و اعتبار عکاس در صورت وجود، فراهم می‌کند.
پایگاه‌داده FMD شامل اطلاعات بیش از ۱۶,۰۰۰ مدل مد، ۱,۵۰۰ طراح مد، ۵,۰۰۰ برند مد، ۳,۳۰۰ مجله، ۲۳,۰۰۰ سرمقاله مد معتبر و ۱,۸۰۰ آژانس مدلینگ و همچنین یکی از بزرگ‌ترین آرشیوهای عکس مد با ۶۰۰,۰۰۰ عکس در وب است.

## تاریخچه
FMD به عنوان یک پروژه آفلاین خصوصی در سال ۱۹۹۸ توسط استوارت هاوارد آغاز شد. در سال ۲۰۰۰، پایگاه‌داده آنلاین شد و هر هفته به‌روز می‌شد. دو سال بعد، پس از مدت کوتاهی آفلاین، این پروژه توسط گروه رسانه‌ای بریتانیایی فشن وان گروپ تصاحب شد. در ماه مه ۲۰۱۱ نام تجاری آن تغییر یافت.

## لینک های خارجی
- وبگاه رسمی